# Širokomořské loďstvo
Širokomořské loďstvo (německy Hochseeflotte) bylo hlavní loďstvo německého císařského námořnictva v době první světové války. Veliteli Širokomořského loďstva byli postupně Friedrich von Ingenohl (1913–1915), Hugo von Pohl (1915–1916), Reinhard Scheer (1916–1918) a Franz von Hipper (1918). Širokomořské loďstvo bylo protiváhou britského Velkého loďstva (Grand Fleet) a po celou první světovou válku na sebe vázalo hlavní síly Britů.
Hlavní základnou Širokomořského loďstva byl Wilhelmshaven v ústí řeky Jade a vedlejší základny byly na ostrovech Helgoland a Sylt, v Cuxhavenu, Brunsbüttelu a v ústí Emže. Hlavním operačním prostorem bylo Severní moře, ale v případě potřeby bylo možné lodi rychle přesunout na Balt skrze Kielský průplav.

## První světová válka

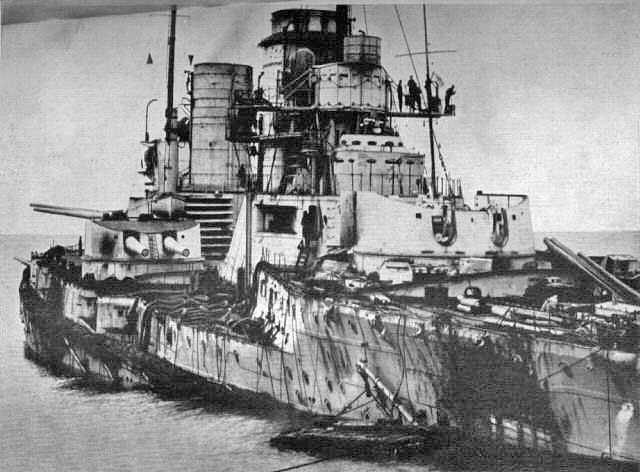
Bitevní křižník SMS Seydlitz po bitvě u Jutska

Širokomořské loďstvo bylo přes dlouhodobou stavbu moderních lodí stále slabší než jádro Royal Navy. Jen v prvních letech války byla britská převaha čas od času menší, jelikož část lodí musela být odvelena do jiných oblastí. Například po jednoznačné britské prohře v bitvě u Coronelu byly do Jižního Atlantiku vyslány tři bitevní křižníky, aby zde vybojovaly vítěznou bitvu u Falklandských ostrovů. Postupně však britská převaha narůstala díky stavbě nových lodí a zejména poté, co do války vstoupily USA a odeslaly do Evropy část svých bitevních lodí.
Jelikož při síle Širokomořského loďstva by bylo velkým riskem pouštět se do otevřené bitvy s celou Royal Navy, soustředila se německá strategie na vylákání její části do Severního moře. Teprve její zničení by soupeře oslabilo a umožnilo svést s ním generální bitvu. K několika takovým operacím došlo, ovšem ani ostřelování Scarborough, Hartlepoolu a Whitby či bitva u Jutska nakonec Němcům takovou výhodu nevytvořily. U Jutska sice došlo k velkému střetu obou loďstev, Němci však dosáhli pouze taktického vítězství a nijak nezvrátili strategickou rovnováhu ve svůj prospěch. Po roce 1916 navíc bojová aktivita Širokomořského loďstva klesala, Německo dusila britská námořní blokáda a oproti hladinovým lodím byla upřednostněna stavba ponorek.

## Zánik

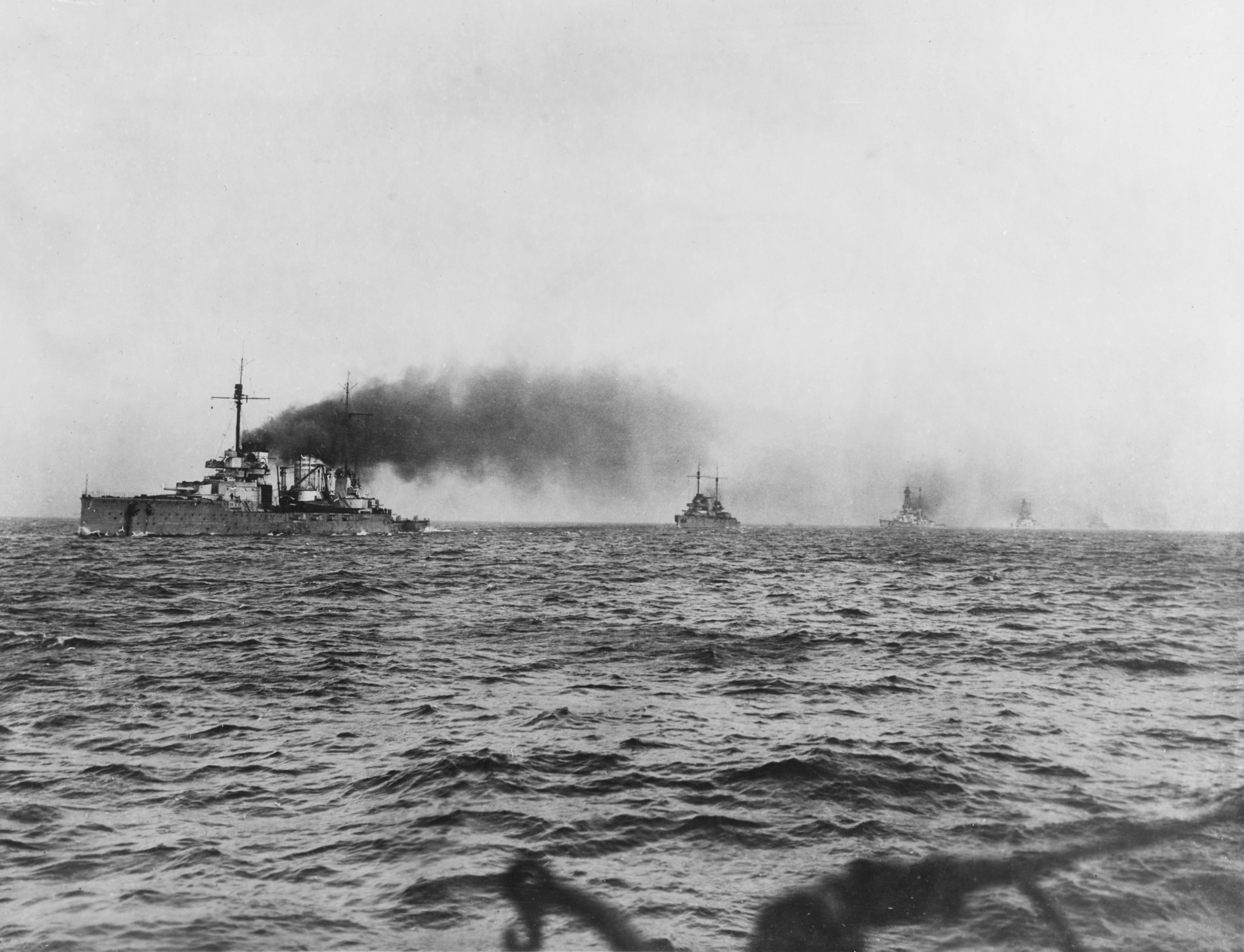
Německé bitevníky křižníky plují do internace ve Scapa Flow

Jádro Širokomořského loďstva připlulo 27. listopadu 1918 na britskou námořní základnu Scapa Flow, aby zde bylo v souladu s podmínkami příměří z Compiègne internováno a to až do uzavření mírové smlouvy. Německé torpédoborce zde kotvily mezi ostrovy Hoy a Fara a zbytek loďstva okolo ostrova Cava (ponorky byly internovány v Harwichi). Na lodích byly jen malé posádky a většina námořníků odplula zpět do Německa. Celkem zde zůstalo přibližně 4700 mužů. Když se začalo ukazovat, že státy Dohody si chtějí německé hladinové lodě rozdělit mezi sebou, německý velitel kontradmirál Ludwig von Reuter vydal 21. června 1919 rozkaz k potopení celého loďstva. Potopeno bylo 5 bitevních křižníků, 10 bitevních lodí, 5 lehkých křižníků a 32 torpédoborců. Jednu bitevní loď, tři křižníky a část torpédoborců se Němcům potopit nepodařilo a rozebraly si je vítězové. Německé císařské námořnictvo po podepsání kapitulace zaniklo a jeho nástupce – Reichsmarine, si směl ponechat pouze šest starých predreadnoughtů, šest lehkých křižníků, dvanáct torpédoborců a dvanáct torpédovek. Tím zanikl status Německa jako námořní mocnosti.